# 오타 다카미쓰
오타 다카미쓰(일본어: 太田 貴光, 1970년 7월 19일 ~ )는 일본의 전 축구 선수이다.

## 구단 경력
1989년 일본 사커 리그의 후지쯔에 입단했다. 1990년부터 1992년까지 토요타 자동차에서 뛰었다. 1992년 J1리그의 시미즈 에스펄스로 이적했다. 1992년과 1993년 2번의 J리그컵 준우승을 차지했다. 1996년 재팬 풋볼 리그의 콘사돌레 삿포로로 이적했다. 1997년 재팬 풋볼 리그 우승으로 J1리그로 승격했다. 1999년부터 2001년까지 일본 풋볼 리그의 잣코 TT에서 뛰었다. 2001년후 현역 은퇴.